# Киевские дачи
Киевские дачи — дачные поселки в пригороде Киева, которые возникли вследствие нескольких волн дачного бума во второй половине XIX — в начале XX века, а также во второй половине XX века.
Лучшие образцы дачной архитектуры поставлены на учёт памятников истории и культуры местного значения.

## Терминология
На протяжении XVIII—XX веков термин дача имел разное значение.
1. В XVIII — первой половине XIX века дачами назывались государственные угодья, отданные во временное или постоянное пользование частным лицам или учреждениям. Например, Киево-Печерская лавра владела дачами с озёрами в Конче-Заспе и на левом берегу Днепра. Крупные хозяйства поставляли лавре рыбу.
В 1802 году угодья для загородной дачи (будущую Феофанию) получил настоятель Михайловского Златоверхого монастыря.
В середине XIX веке Теремки, которыми обладал Софийский монастырь, были известны как Софийская дача.
2. Дачами назывались также обширные благоустроенные угодья, отведенные для летнего отдыха горожан. Эти пансионаты принадлежали ведомствам и отдавались в аренду их служащим. Первые киевские дачи такого типа на Шулявке и в Братской Борщаговке устроили митрополиты для студентов Киевской духовной академии.
В 1840-х годах офицерам саперного батальона, расквартированного на Печерске, под огороды выделили Саперные дачи (Саперная слободка).
3. Во второй половине XIX века приобрели популярность дачи — частные загородные усадьбы.
На старых картах названия дач написаны с большой буквы, а их родовые обозначения — с малой: Софийские, Сулимовские дачи. Впоследствии слово «дача» вошло в киевские топонимы (урбанонимы): Караваевы Дачи, Новокараваевы Дачи, Казенные Дачи.

## Киевские дачные поселки
Во второй половине XIX — в начале XX века дачи и дачные поселки выросли в пригороде Киева (Лукьяновка, Сырец, Куреневка, Приорка, Выдубичи, Демеевка), вблизи Днепра (Китаев, Межигорье, Трехполье), вдоль трамвайных линий (Святошин, Пуща-Водица) и вдоль железных дорог (Боярка, Мотовиловка, Ирпень, Буча, Ворзель, Тетерев, Дарница).
Дачные поселки на Приорке, Казенных Дачах и в Китаеве (Корчеватом) появились в 1850-х годах.
В 1870—1880-х годах киевляне начали выезжать в загородные дома в Старой Дарнице, Боярке, Мотовиловке.
С 1890-х дачники начали занимать летние дома в Новой Дарнице, Кинь-Грусти, на Святошинских дачах и в Пуще-Водице.
С 1900-х годов застраиваются Караваевы, Сулимовские, Софийские дачи.
После открытия в 1903—1908 годах Киево-Ковельской линии Юго-Западной железной дороги дачные поселки основали в Ирпене, Буче, Ворзеле, Немешаевом.
На рубеже ХІХ — XX веков под Киевом отдыхало около 50 тысяч киевлян.
- Дача на Юнкерова, 50-Б (Пуща-Водица)
- Дача на улице Крещатик, 104 (Боярка)
- Усадьба Бахарева (Святошин)

### Приорка
Во второй половине XIX века Приорку превратили в дачный пригород Киева. В первой четверти XX века Приорка фактически слилась с Куреневкой, Ветряными горами и Западинкой и прекратила существовать как отдельный поселок.

### Казенные Дачи
В 1854 году Киевская палата государственных имений на территории будущих Казенных Дач, расположенных между нынешней киностудией им. Довженко и Караваевыми Дачами для своих чиновников обустроила около трех десятков усадеб с домиками. На протяжении 1860—1880-х годов состоятельные владельцы сносили бывшие казенные домики и возводили виллы. Одну из них её владелица Амалия Шедель назвала «Сан-Суси», поскольку вилла была похожа на дворец Сан-Суси в Потсдаме. С тех пор это название распространилось на всю местность.
На территории поселка были собственные сторожи, посыльные, садовники и дежурные экипажи для сообщения с городом. По вечерам играл духовой оркестр, ставились любительские спектакли.

### Дарницкие дачи
В 1860-х годах возникает поселок Старая Дарница. В 1896 году как дачный поселок упоминается Новая Дарница. Тогда же была сформирована сеть улиц между железной дорогой и современными улицами Сентябрьской (Васильевской), Ю. Шевелева (Михайловской) и Симферопольской (Ивановской).
Дарницкие дачи, под которые выделили 366 участков, располагались в десяти верстах от Киева. В начале XX века на них построили 80 дачных домов.
Отдыхающих в Дарнице привлекали «сухая здоровая местность, песчаная почва и большой лес». В версте от Дарницы на Днепре были устроены купальни.
- Дача (Дарница)
- Дарницкий дачи

### Китаев (Корчеватое)
В 1900—1910-х годах существовал дачный поселок Китаев. Дачи располагались над Днепром на Корчеватом (вдоль современной Набережно-Корчеватской улицы).
Среди развлечений отдыхающим предлагалось купание в затоке Днепра или посещение концертов в летнем театре. Верующие имели возможность пойти на богомолье в мужской монастырь Китаевской пустыни.

### Боярка
В 1870 году на участке Киев-Фастов Киево-Одесской железной дороги в селе Будаевка открылась станция Боярка. В 1881 году лесное ведомство возле станции отвело от государственного имущества более 100 участков для продажи частным лицам. В октябре 1882 года Медицинский совет предоставил поселку статус лечебно-климатического курорта для легочных больных. Это дало толчок к развитию Боярки. Вдоль соснового бора распланировали 93 участка, площадью почти 800 квадратных саженей каждая: 78 усадеб на улице, которую в шутку прозвали «Крещатиком», и 15 — на Липках. Киевские богачи соорудили первые дачи на Крещатике для собственного пользования. В начале 1880-х годов дачным строительством занялись киевские предприниматели и местные зажиточные крестьяне, чтобы сдавать дачи в аренду денежным киевлянам. А в конце 1880-х годов боярские дачи снимали люди среднего достатка, в основном, железнодорожные служащие.
В Боярке отдыхали или лечились украинский историк, общественный и политический деятель Михаил Грушевский, композитор Николай Лысенко, актриса Мария Заньковецкая, художник Николай Пимоненко, украинский переводчик, писатель Александр Конисский, российский ученый-криминалист и историк права Александр Кистяковский, писатели Александр Куприн и Шолом-Алейхем.
По словам Лаврентия Похилевича, Боярка весной и летом, особенно по вечерам, превращалась в многолюдное и шумное предместье Киева. В поселке проживало разнородное население и размещались резиденция административной власти, участок полицейского пристава, лавки, склады, кабаки, увеселительные заведения и шикарные здания с садами и цветниками.
На начало XXI века в Боярке сохранилось несколько деревянных дачных построек: построенная до 1885 года дача Александра Кистяковского на ул. Крещатик, 90 (или 88), усадебный дом Добромировых на улице Крещатик, 20, дача на ул. Крещатик, 83.
- Дача А. Костяковского (Боярка)
- Дача. Боярка, ул. Крещатик, 83
- Дача. Боярка, ул. Крещатик, 103

### Мотовиловка
Вместе с Бояркой вырос дачный поселок в Мотовиловке. Самым популярным местом гуляний был мотовиловский вокзал. Как описывали тогдашние свидетели, "после отхода почтового поезда отдыхающие собирались в вокзальном зале, где почтмейстер выкрикивал имена адресатов, которым поступили письма.

### Дача Кульженко (Кинь-Грусть)
В 1838 году хутор Кинь-Грусть, лес и пруды приобрели П. и Н. Лукашевичи, которые возвели большой дом и посадили фруктовый сад. Они имели собственный крепостной оркестр, который давал публичные концерты. В конце XIX века владельцем усадьбы стал Стефан Кульженко (1836—1906), меценат украинской культуры, владелец одной из лучших типографий в Российской империи, издатель серий открыток с видами Киева. После этого местность назвали «Дачей Кульженко». На её территории разбили плантацию лекарственных растений.

### Пуща-Водица
Местность «Лесная дача Пуща-Водица» перешла в собственность Киева в 1793 году.
В конце XIX века по инициативе киевских врачей Ф. Г. Яновского и Р. К. Рубинштейна в Пуще построили первые санатории. В связи с этим появился спрос на дачи, которые начали снимать состоятельные больные. В 1883 году член Киевской городской думы, Киевский купеческий староста Николай Чоколов выступил с предложением превратить Пущу в дачный поселок. В 1894 году на территории Пущи-Водицы между реками Котуркой и Горенкой распланировали 600 участков. Проложили семь продольных (ныне шесть) и 17 поперечных улиц (в том числе 14 линий).
Владельцами дач в Пуще-Водице были архитекторы Владимир Николаев, Эдуард-Фердинанд Брадтман, фабриканты Я. Рихерт и И. Снежко. Поселок посещал архитектор Владислав Городецкий.
- Дача (ул. Юнкерова, 47)
- Дача (ул. Юнкерова, 50)
- Дача на Максименко, 9

### Святошинские дачи
В 1897 году под Святошинские дачи отвели около 250 га земли Киево-Межигорского леса вдоль Брест-Литовского шоссе. На территории распланировали 450 участков, которые отдали с торгов в аренду.
На территории дачного общества были: Николаевская церковь, почта, сберегательная касса, телефонная станция, два проточных пруда для купания, открытая сцена и концертная эстрада, частная библиотека, рынок, аптека, кинематограф, теннисные корты, тир, детская площадка, торговые заведения, столовые, первоклассный ресторан с двумя бильярдными, общественные бани, драматический театр.
Дачники могли отдыхать в казенном лесу, который простирался до села Петропавловская Борщаговка. Рядом протекала небольшая речка.
Благодаря налаженному быту Святошинские дачи были популярнее всех других дачных пригородов Киева. Около трех тысяч жителей поселка проживали здесь круглогодично.
- Дача с мезонином (проспект Победы, 130)
- Усадьба (ул. Южная, 59)
- Дача Льякова (ул. Львовская, 80)

### Караваевы Дачи
В 1870 году часть земель, на которых располагался «Древесный питомник», продали хирургу, почетному гражданину Киева, русскому профессору Владимиру Караваеву (1811—1892). После этого появилось название «Караваевы Дачи». Впоследствии новый хозяин присоединил к имению «гимназический земельный участок», приобретенный у кадетского корпуса. Общая площадь выросла с 43 до 63 десятин. В 1902—1908 годах территорию имения поделили на участки и распродали под частные усадьбы.

### Сулимовские дачи (Катериновка)
В 1895 году Киевское благотворительное общество основало для отдыха воспитанниц Сулимовского пансиона, которым занималось общество, Сулимовские дачи. Однако застройку дачного поселка, которое с 1906 года получило название Катериновка начали в 1905—1906 годах. Общество предоставляло домики малообеспеченным горожанам, которым по состоянию здоровья необходим был загородный отдых.

### Софийские дачи (Проневщина)
В XIX веке в Киеве софийскими дачами называли территории, которыми владел Софийский монастырь. В частности Киево-Софийскому митрополитскому дому принадлежала Проневщина, историческая местность между Александровской слободкой, Совками, Чоколовкой и Турецким городком. Митрополиты сдавали дачи в аренду частным лицам.
В 1912 году земли Софийских дач поделили на 400 земельных участков, предназначенных для усадебной застройки.
- Хутор Кинь-Грусть, 1888
- Экскурсия биологического кружка (Проневщина)
- Санаторий в здании бывшей дачи (Пуща-Водица)

### Ирпень
В начале XX века Ирпень стал крупнейшим дачным поселком под Киевом. Помещики Сагатовский, Вишневский и Рушковская продали 1000 дачных участков. На них построили около 600 дач.
В путеводителях к прелестям поселка относили чистый воздух, лес и реку Ирпень: «Река изобилует живописными уголками и удобными местами для охоты и рыбной ловли. Для купанья р. Ирпень также очень хороша; на берегу устроены купальни. По р. Ирпеню можно устраивать прогулки на лодках в соседние селения».
В Ирпене отдыхали и творили писатели и поэты Леся Украинка, Панас Мирный, И. К. Карпенко-Карий, Юрий Яновский, Остап Вишня, Андрей Малышко, Михаил Стельмах, Павел Тычина, Владимир Сосюра, Степан Васильченко, Леонид Первомайский, Александр Куприн, Борис Пастернак, Александр Твардовский; композиторы Николай Лысенко и Лев Ревуцкий; художники Федор Кричевский, Борис Пианида, Петр Сабадыш; корифеи театра Николай Садовский, Панас Саксаганский, Мария Заньковецкая; выдающиеся украинские переводчики Григорий Кочур, Николай Лукаш и Дмитрий Паламарчук; кинорежиссёр Александр Довженко и многие другие.

### Буча
Летом 1902 года в киевских газетах появилось объявление о продаже дачных участков «с прекрасным лесом в живописной и здоровой местности» вблизи Бучи.
Буча, по заверениям путеводителей, «относится к самым здоровым местностям вблизи Киева. Молодой смешанный лес, среди разнообразных пород которого преобладает сосна, чистый воздух, отсутствие туманов, проточный пруд для купания — все это говорит в пользу поселка».

Тогда же киевляне открыли для себя поселки Ворзель, Немешаево 1-е, Немешаево 2-е, Кичеево и другие.
- Дача Штамма (Буча)
- Дача, нач. ХХ ст. (Ворзель)

### Немешаево и Клавдиево
Немешаево 1-е и Немешаево 2-е (с 1913 года — Клавдиево) построили в лесу вдоль Киево-Ковельской ветки Юго-Западной железной дороги. Поселки названы в честь начальника Юго-Западной железной дороги К. Немешаева, который способствовал быстрому заселению этих поселков. Благодаря его усилиям железнодорожные служащие и рабочие смогли получить заем в 6 % из пенсионного капитала и стали собственниками земельных участков. Значительная часть железнодорожных служащих жила в поселках и зимой.
По информации справочников, в поселках вода была колодезной. Молочные продукты и молоко привозили из окрестных сел. Базар не был благоустроен. Охотникам предлагалось охотиться в лесах фон Мекка.
- Дачный интерьер. Уваровский дом
- Голландская печка (Ворзель)

## Дачи в советскую эпоху
В 1920—1930-х годах лишь ограниченное количество советских людей получило возможность жить в загородных домах. В то же время в этот период по всей стране обустраивают правительственные дачи. Под правительственную дачу приспособили бывшее господское имение в Васильчиках (теперь парк «Нивки»). Васильчиковская дача была большой территорией в 55 десятин земли с лесом, прудами, сенокосными угодьями, огородом и садом. На её территории располагался двухэтажный дом. С середины 1930-х годов имение, окруженное высоким забором, превратили в спецдачу высшего партийного руководства. Со сменой хозяина менялось и неофициальное название поместья: дача Любченко, дача Кагановича, дача Хрущёва, дача Коротченко.
Ещё одна дача Хрущева, прежний особняк Октавиана Бельского расположена на улице Герцена, 12 (Лукьяновка). В 1930-х годах усадьбу превратили в правительственную дачу и режимный объект. В 1934—1937 годах здесь жил народный комиссар внутренних дел УССР Всеволод Балицкий. По его приказу построили левое крыло особняка, а в парке соорудили мостики, беседки, статуи и т. п. Позже дача стала резиденцией первых секретарей ЦК КПУ. В 1943—1949 годах в ней жил член Военного совета I Украинского фронта Никита Хрущёв. Последним здесь жил Петр Шелест. Его преемник, Владимир Щербицкий передал особняк НИИ педиатрии, акушерства и гинекологии.
В более поздние времена местом расположения многочисленных санаториев, домов отдыха и правительственных дач стала Конча-Заспа.
Широкие слои населения в СССР смогли получить разрешение на дачное строительство во времена Никиты Хрущёва, руководившего страной в 1953—1964 годах. В 1960—1980-х годах наблюдалось бурное развитие садоводства. В то же время ввели жесткие правила по строительству дач. Например, площадь загородного дома должна была составлять 20-25 м². Существовали ограничения по высоте стен и крыши. Запрещалось огораживать участки.
Вокруг Киева выросло несколько десятков садовых и дачных товариществ. В 1950-е годы дачный поселок появился на хуторе Берковце.
Ещё после реконструкции Черниговского пути и построения Русановского и Цепных мостов через Днепр в 1848—1853 годах в Никольской Слободке вырос рабочий и дачный поселок. В 1950-е годы на северной окраине Никольской слободки осваивается дачный поселок Русановские сады.
Тогда же основали дачный поселок Нижние сады (Осокорки), крупнейший дачный поселок на Украине.
Очередной дачный бум произошел на рубеже ХХ и ХХІ столетий, уже в эпоху независимости Украины.
- Руины «дачи Хрущева». Парк « Нивки»
- Дача авиаконструктора О. Антонова (Святошин)
- Загородный дом 2018 года (Ирпень)

## Дачные развлечения и отдых
Исследователи киевской старины отмечают: «первые киевские дачники 1840 гг. психологически сильно отличались от теперешних, и прежде всего — своим, абсолютно немыслимым теперь, трагическим отношением к природе. Теперешний простодушный гедонизм на фоне поля и речки считался в те времена верхом пошлости. Идеальный дачник был прежде всего романтиком. Его душу обременяла безысходная скорбь (не важно, по какому поводу возникшая), непреодолимое стремление к уединению и раздумьям над мировыми загадками. Именно в таком образе предстает перед нами герой рассказа Александра Федоровского „Тоска по милой сердцу“, живший летом 1839 г. на даче вблизи Китаевской пустыни. <…> Для человека 1820—1840 гг. дача без кладбища, монастыря, оврагов и гор — уже не дача. Да и сами дачи с тех пор сильно изменились. Они стали более комфортными, а об их „трагических“ свойствах уже редко кто помышлял».
В середине XIX века в Российской империи набирал обороты промышленный переворот. Киев, в котором росли промышленность и строительство, быстро превратился в грязный и перенаселенный город. Состоятельные киевляне покой смогли найти на дачах.
Один справочник 1914 года рекламировал для отдыха расположенный в сосновом лесу Святошин, который отличался «чистотой озонированного воздуха».
К прелестям Ирпеня, Бучи и Ворзеля рекламные объявления относили чистый воздух, лес, реку и пруды. В Пуще-Водице возле конечной станции трамвая распланировали большой парк, который полюбили как местные дачники, так и экскурсанты из Киева.
Отдыхающие за городом стремились также оздоровиться. В октябре 1882 года Боярка, расположенная посреди соснового леса, получила статус лечебно-климатического курорта для легочных больных. В Святошине построили гидропатическую больницу-санаторий.
- Святошин
- Боярка
- Кинь-Грусть

За городом приобрел популярность активный образ жизни. В Пуще-Водице на 10-й линии общество рыболовства взяло в аренду пруд «Дворец». Ловили рыбу на реках Ирпень, Буча и Рокач. Охотники охотились на тетеревов, зайцев и прочую дичь.
Дачники увлеклись идеей Петра Лесгафта о гармоничном духовно-физическом развитии. Профессор предложил систему упражнений, которая состояла из естественных движений, таких как ходьба, бег, прыжки, борьба, простые гимнастические упражнения, игры и экскурсии. Кроме упражнений дачники должны были созерцать природу и духовно совершенствоваться.
В дачную моду вошли прогулки велосипедом. Купить велосипеды, например, «Глорию» за 25 рублей, можно было в киевских магазинах. Велосипедные и роликовые дорожки оборудовали на Святошинских дачах.
К увлечениям дачников относился лаун-теннис. Игра была дорогим удовольствием. Набор ракеток, сетки и мячей стоил 30 рублей. Для сравнения труд землекопа тогда оценивался в 1,5 рубля в день. Теннисные корты были в Святошине. Там же предлагались кегли с крокетом, бильярд. Для детей оборудовали площадку для фребелевских игр.
У отдыхающих появился запрос на купание. Оборудованные купальни предлагались в Китаевском поселке. Путеводители называли пляжи «одной из прелестей дачной жизни в Китаеве». Что касается Дарницкого дачного поселка, то из-за постоянного наводнения строить дачи непосредственно у берега Днепра было опасно. Зато дарницких дачников на пляж, расположенный за версту, возили специальные «купальные» поезда. Впоследствии на берегу прудов и рек остальных дачных поселков также обустраивали пляжи. Общество благоустройства Ирпеня соорудило на реке Ирпень купальни. Тогда же открыли станцию проката лодок.
- Продажа велосипедов на ул. Крещатик, 20
- Рыбаки на Днепре
- Святошинские дачники

За городом царила атмосфера праздника и гулянок. В дачных поселках открылись многочисленные торговые и развлекательные заведения, столовые, рестораны, кабаки, лавки, склады. В кафе продавались разнообразные фрукты, мороженое, конфеты и кислое молоко (кефир, кумыс). Отдельное кумысно-кефирное заведение держали татары в Боярке. Кефирное заведение и молочная ферма Влинского открылась в Ирпене.
Дачи «выглядели весело и красиво<…> поселки имели свои театрально-концертные традиции, свои гуляния с музыкой, свою манеру общения, свою моду». В Пуще-Водице рядом со станционным буфетом расположился театральный зал, в котором по выходным и праздничным дням устраивали спектакли, танцы. В парке играл военный оркестр.
В Святошинском парке были кинематограф, Открытая сцена и концертная эстрада. В фойе драматического театра организовывали танцевальные вечера. Дважды-трижды в неделю играл симфонический оркестр. Годовой абонемент на посещение парка для владельца дачи с двумя родственниками стоил пять рублей.
В праздничные дни на сцене Дарницкого частного театра под открытым небом шли любительские оперные и драматические спектакли. Концерты давали в летних театрах в Боярке и Китаеве. Каждое воскресенье и четверг управление железной дороги в Боярке устраивало для отдыхающих бесплатные концерты своего оркестра и хора. Театр обустроили в товарном отделении на мотовиловской станции. В 1910 году возникло Ирпенское общество любителей сценического искусства. В Ирпене построили театральное помещение. А одну из улиц назвали Театральной. В 1910 году Летний театр открылся в Буче. На его сцене выступал русский писатель Михаил Булгаков.
- Летняя сцена (Святошин)
- Театр в Дарнице
- Парк в Пуще-Водице

В то же время не всем была по нраву дачная жизнь. Будущий русский писатель Константин Паустовский считал, что в теплое время года лучше оставаться в Киеве. «Город был так хорош весной, — вспоминал он в „Повести о жизни“, — что я не понимал маминого пристрастия к обязательным воскресным поездкам в дачные места — Боярку, Пущу-Водицу или Дарницу. Я скучал среди однообразных дачных участков Пущи-Водицы, равнодушно смотрел в боярском лесу на чахлую аллею поэта Надсона и не любил Дарницу за вытоптанную землю около сосен и сыпучий песок, перемешанный с окурками».

## Стоимость жилья
Для разных околокиевских дачных поселков стоимость аренды загородного жилья была неодинаковой. В любом случае дачи себе могли позволить лишь состоятельные люди. Согласно справочнику 1909 года «дачные местности вблизи Киева», в Пуще-Водице снять дачу на год стоило 60-80 рублей за участок в 600 сажень (27 соток). Впоследствии проживание в дачном домике на две комнаты с кухней стоило 100—150 рублей за сезон.
Трехкомнатную дачу в Ирпене можно было снять за 150 рублей на лето, а в Ворзеле — от 50 до 125 рублей в сезон.
Двухэтажный флигель по три комнаты с кухнями и верандами на каждом этаже в Боярке стоил от 120 рублей за верхний этаж до 150 рублей за нижний. Во дворе предлагался сарай для дров, ледник и колодец.
Пятикомнатную в Ирпене можно было нанять за 300 рублей. Аренда шестикомнатного дома в Боярке с 4 верандами и отдельной кухней стоила за летний сезон 500 рублей.
Стоимость аренды дач в Святошине колебалась от 75 до 100 рублей за одну комнату в сезон.
Цена за комнату в Немешаеве не превышала 30 рублей за сезон.
Самой дешёвой была аренда дачи в Китаеве — 15-20 рублей за комнату.
Дачные дома можно было не только взять в аренду, но и купить. Согласно объявлениями, например, в Пуще-Водице дом с 6 комнатами, водопроводом, туалетом, ванной и садом продавался за семь тысяч рублей. Каменный дом в Ворзеле с водопроводом, канализацией, землей более двух десятин продавалася за 30 тысяч.
Для сравнения: в начале XX века средняя зарплата инженера составляла 120 рублей, а простого рабочего с Подола — около 30 рублей. Четырёхкомнатная квартира в Киеве, которая в те времена считалась маленькой, стоила до 300 рублей в год или 25 рублей в месяц.

## Сообщение с дачными поселками
В XIX веке киевлян за город вывозили извозчики. Например, в Китаев ехали по Большой Васильковской и далее через село Демиевка .
Постепенно поселки получили свой относительно автономный от городского транспорт.
К китаевским дачам дважды в день ходил пароход. Время в пути длилось более часа.
В 1900 году от Подола на Приорку, Кинь-Грусть и далее через Пущеводицкий лес в Пуще-Водицу проложили трамвайный маршрут № 19 (впоследствии № 12), который в 1904 году электрифицировали.
В 1900 году от Триумфальной ворот к Святошинским дачам пустили узкоколейную трамвайную линию длиной 9 верст. В 1901 году трамвай перевели на электрическую тягу. Вагоны курсировали каждые пятнадцать минут. Проезд, который длился около 35 минут, стоил 20 копеек. Как отмечалось в путеводителях, вагоновожатые подавали дамам ручку, были чрезвычайно вежливыми и могли общаться на иностранных языках. К железнодорожной станции Святошино ходил поезд, стоимость которого составляла 14 копеек. Для сравнения: килограмм картофеля стоил 3 копейки, а ведро помидоров — 8.
Дарницкие дачи с Киевом соединили железной дорогой. Пятидесятиминутный проезд стоил 15 копеек. В 1912 году открылось новое сообщение Дарница-Киев по новопостроенной линии Киево-Броварского мото-трамвая с веткой к Дарнице. Как сообщали путеводители, «сообщение быстрое и удобное. Вагоны отходят каждые 20 минут. Киевская станция мото-трамвая расположена на берегу Днепра, возле здания Конной почты. Плата за проезд — 20 коп. в оба конца». Между поселком и пляжем на Днепре курсировали специальные купальные поезда. Цена билета составляла 5 копеек в один конец.
- Мото-трамвай Дарницкой линии
- Святошинский трамвай
- Трамвай № 12 в Пуще-Водице

Быстрому развитию дачных поселков в Ирпене, Бучи, Ворзеле, Немешаевом способствовало открытие в 1903—1908 годах Киево-Ковельской линии Юго-Западной железной дороги. До Ирпеня дорога на поезде занимала час, в вагонах второго класса стоила 49 копеек, третьего класса — 28 копеек. Через станцию Буча ежедневно проходило 12 пассажирских поездов. Поездка, которая длилась более часа, стоила соответственно 56 и 32 копейки. Стоимость билета до Ворзеля составляла соответственно 67 и 38 копеек.
Вокруг железнодорожной станции вырос дачный поселок в Мотовиловке.
- Ворзельская станция
- Станция в Ирпене

## Архитектура дачной застройки
В странах Европы на курортах царили «колониальный», «швейцарский» и «норвежский» стили. Пригород Киева застроили дачными домами и усадьбами по образцам иностранных курортных вилл в стилях историзма, эклектики и модерна. Для Святошина городские архитекторы Александр Кривошеев и Александр Хойнацкий разработали 24 типа проектов дачных домов, имевших от двух до восьми комнат. По словам исследователей, дома «обстраивались экзотическими башенками, балконами, верандами и декорировались в затейливом „древнерусском“, „швейцарском“ или „колониальном“ стилях».
В то же время для дачных сооружений разрабатывали особый архитектурный стиль, основанный преимущественно на местных традициях. Например, польский теоретик искусства Станислав Виткевич (1851—1915) предложил закопанский стиль. По его проектам в Закопаном построили деревянные особняки, которые сочетали элементы западноевропейской виллы с гуральскими высокими гонтовыми крышами и стилизованной резьбой. Закопанский стиль позаимствовала курортная архитектура Трускавца.
Киевские владельцы особняков, которые происходили из северных и центральных российских губерний, также начали заказывать архитектурный стиль, характерный для их регионов. Сначала артели плотников, которые приезжали из российских городов, а впоследствии и местные мастера украшали деревянные виллы ажурной резьбой. Этот стиль повлиял на архитектурное лицо Боярки, Бучи, Дарницы, Ирпеня и Святошина.
В Пуще-Водице сохранилось несколько образцов дачной архитектуры. Один из них, дачный дом на Юнкерова, 37-а, — памятник деревянной дачной застройки киевского пригорода начала XX века. Одноэтажная дача с мансардой сооружена в формах историзма. Основной вертикальный акцент сооружения — пирамидальная башня со шпилем. Поставлена на учёт Приказом Управления охраны памятников истории, культуры и исторической среды от 18.03.1999 № 16 и Приказом Главного управления охраны культурного наследия от 25.06.2011 № 10/38-11. Однако памятник находится в полуразрушенном состоянии. Проваленная крыша, выбитые стекла в окнах, разбитая резьба.
Приказом Министерства культуры от 15.10.2014 № 869 под охрану (охранный номер 965-Кв) взята деревянная дача на Юнкерова, 50-Б (корпус 15), которая сооружена в 1914—1915 годах. Оформлена в стиле историзма с элементами неоренессанса, необарокко и неоклассицизма. Сооружение — один из немногочисленных образцов деревянной дачной застройки начала XX века. Памятник находится в запущенном состоянии.
Одноэтажная, деревянная дача на улице Юнкерова, 47, возведенная в 1910-х годах в формах историзма, относится к интересным образцам деревянной дачной застройки.
Приказом Министерства культуры Украины от 15.10.2014 № 869 поставлен на учёт жилой дом на улицы Юнкерова, 50, сооруженный в 1910 году в стиле с классическими мотивами и формами народной архитектуры. Сооружение — ценный образец небольшого дачного здания с выраженными индивидуальными чертами.
- Ирпень
- Ворзель (нач. ХХ ст.)

## Уничтожение исторической застройки
Разрушение киевских дач началось во второй половине XIX века и продолжилось в течение следующего столетия. За это время город потерял много образцов дачной архитектуры. Ещё значительное количество дачных сооружений находятся в аварийном состоянии и постепенно разрушаются.
После реформ 1870-х годов, введенных императором Александром II земли Казенных Дач скупили крупные промышленники для строительства Механического завода Гретера и Криванека в 1882 году и фабрики грампластинок Г. Йиндржишека и Э. Гессе в 1911 году. В течение 1960—1980-х годов частная усадебная застройка на казенных Дачах окончательно ликвидирована.
Во время Второй мировой войны полностью уничтожена Дарница.
В советское время в Пуще-Водице развернули интенсивное строительство санаториев и домов отдыха, что сопровождалось массовым сносом исторической застройки (в том числе и дач, которые имели высокую архитектурную ценность).
В 1960-е годы существенно перестроили дачу Сокологорского в Буче, после чего здание утратило свой первоначальный вид.
В 1960-е годы предпринимались попытки спасти дачу Лесишина на Святошине, которая отличалась эстетической изысканностью. Архитектор Е. Осадчий составил проект реставрации памятника архитектуры, но вместо этого эта территория была передана городскому онкологическому центру (Верховинная улица, 69), а усадьба ликвидирована. В 1970—1980-е годы снесли большую часть исторической застройки Святошина, на её месте возвели многоэтажные панельные дома. А в 1988—1989 годах северо-западную часть Святошина застроили новым жилым массивом Беличи.
В 1950—1980-е годы ликвидировали почти всю историческую застройку на Приорке, вместо которых построили Вышгородский массив и промзону.
В 1970—1980-х годах в связи со строительством жилого массива снесли почти всю застройку 1-й трети XX века на Караваевых Дачах.
Дачный поселок Китаев присоединили к Киеву в 1923 году. В 1980-е годы бывшие дачные застройки снесли и на их месте возвели Корчеватский жилой массив.
От пожара в 2004 году значительно пострадало здание дачи Штамма на Киево-Мироцкой улице в Буче. В декабре 2011 года коммунальщики разобрали 130-летний деревянный дом Вильгельма Кристера на улице Осиповского, 2-А. В декабре 2012 года сгорела одна из двух деревянных дач 1910 года в Пуще-Водице на улице Федора Максименко, 9. Другая дача, расположенная по тому же адресу, — полуразрушена. На месте достопримечательности на улице Федора Максименко, 11 возвели новое строение. Снесли дачные дома на улице Юнкерова, 36 и 43.
В запущенном состоянии находятся дачные постройки на улице Юнкерова, 37-А, 47, 50.
В аварийном состоянии находится бывшая дача российского ученого-криминалиста и историка права Александра Кистяковского в Боярке, которую несмотря на требования активистов так и не поставили на учёт памятников истории и культуры. В доме проживала жена Александра Федоровича Александра Ивановна, сыновья Владимир, Богдан и Игорь Кистяковский. Здесь родился внук Александра Федоровича — Георгий Богданович Кистяковский, физик и химик, советник президента США Дуайта Эйзенхауэра. В 1920-е — 1943 года на даче проживали Николай Василенко и Наталья Полонская-Василенко. Гостил здесь президент Академии Наук Владимир Вернадский.
В 2017 году в Боярке предприниматели уничтожили деревянную дачу на улице Крещатик, 88. Существенно перестроили бывшую дачу (лесничество) на улице Крещатик, 104.
- Дом Вильгельма Кристера до сноса
- Дача (Пуща-Водица), разрушена
- Дача на Максименко, 9, уничтожена пожаром